# Allée couverte von Roquefort

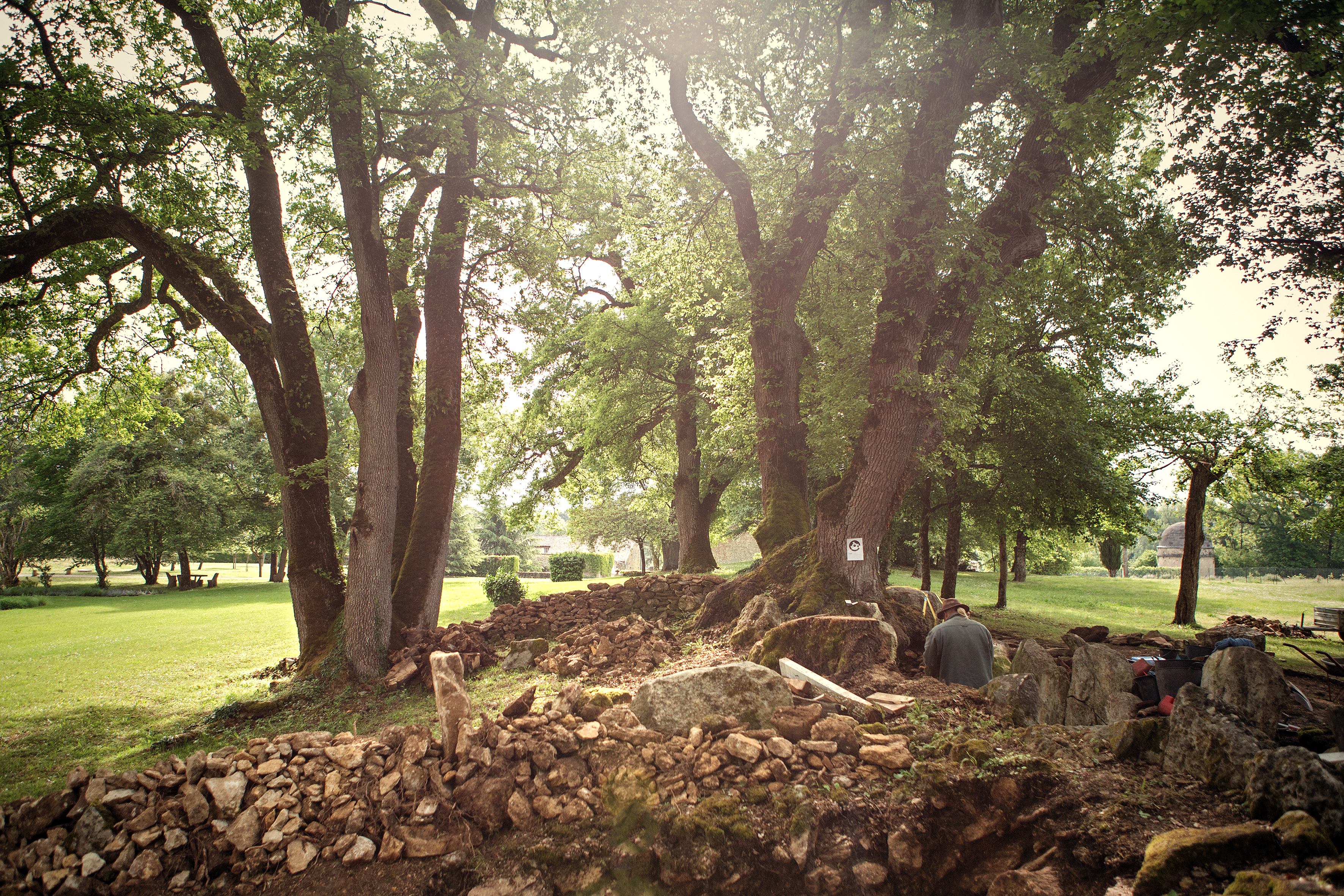
Die Allée couverte von Roquefort während der Ausgrabung im Jahr 2019

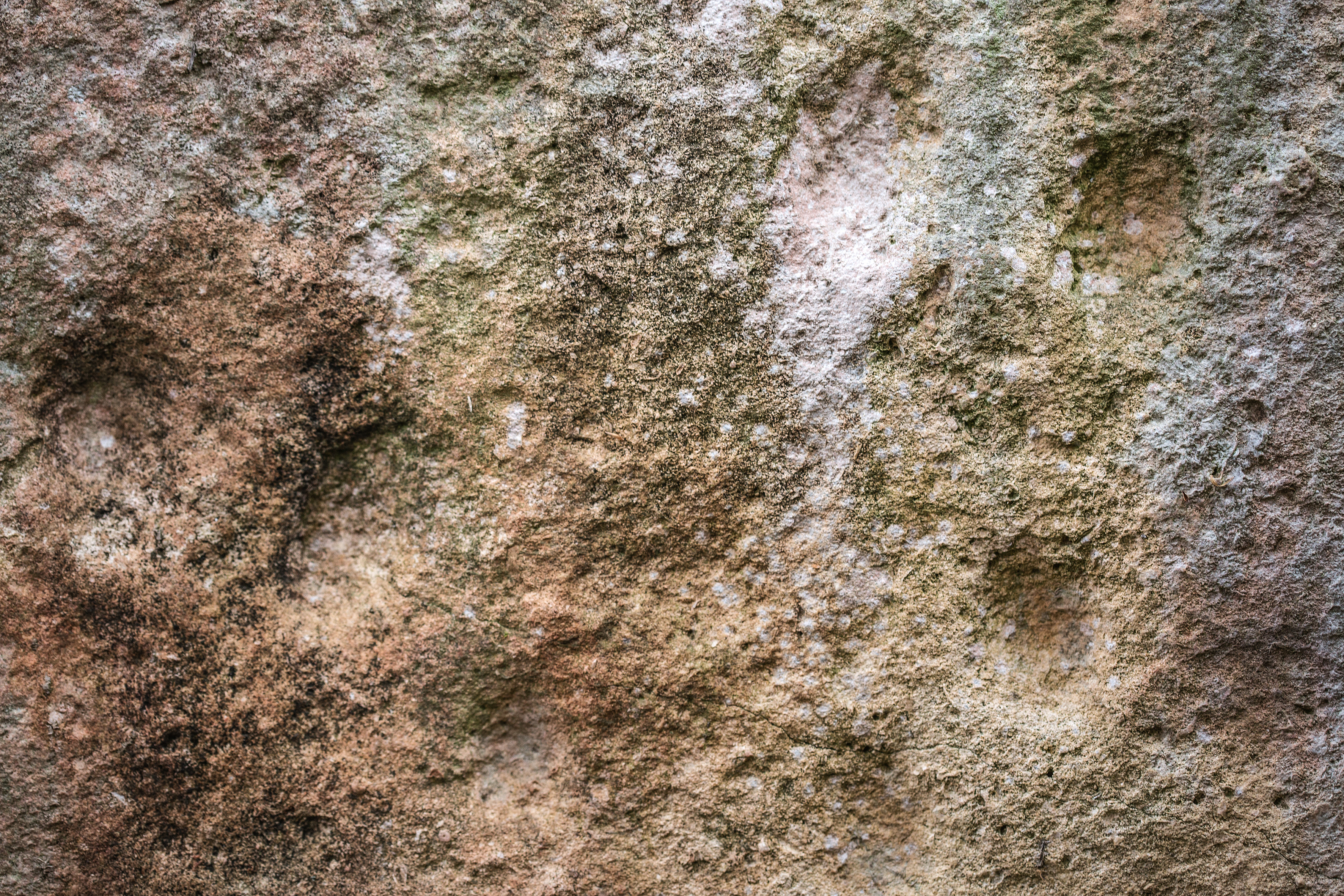
Schälchen auf dem Endstein, Durchmesser ungefähr fünf Zentimeter.

Die Allée couverte von Roquefort liegt auf dem privaten Gelände des Chateau Roquefort, westlich von Lugasson, im Entre deux mers, bei Libourne im Osten des Département Gironde in Frankreich.
Es ist eine sehr lange Anlage (die längste in Aquitanien vom Typ der „Allées girondines“). Die Ost-West orientierte Galerie ist etwa 14 Meter lang, mit 22 seitlichen Tragsteinen. Erhalten sind auch vier Decksteine und der Endstein, der Schälchen (französisch cupules) aufweist. Solche Steine werden französisch pierres aux écuelles  oder pierres à cupules genannt. Der lange Hügel, der die Anlage bedeckte, war bis 2019 teilweise noch vorhanden, aber von Bäumen bewachsen, deren Wurzeln bis in die Kammer reichen und Schäden verursachten.
Erste Ausgrabungen wurden 1922 unter der Leitung von Pater Labrie durchgeführt. Allerdings gibt es keinen Bericht über die Ergebnisse seiner Arbeit. Eine zweite Ausgrabung erfolgte 1977, weitere in den Jahren 2019 und 2020.
In der Nähe befinden sich Menhire, die Dolmen von Bignon und die Allée couverte von Pitray.